# 2016 في غواتيمالا
فيما يلي قوائم الأحداث التي وقعت خلال عام 2016 في غواتيمالا.

## سياسة

### تعيين في المنصب
- 14 يناير – جيمي موراليس رئيس غواتيمالا [الإنجليزية]‏.

### انتهاء فترة المنصب
- 14 يناير – أليخاندرو مالدونادو أغيري رئيس غواتيمالا [الإنجليزية]‏.

## رياضة
- 1 نوفمبر – فولتا غواتيمالا 2016 الفائزون Román Villalobos [الإنجليزية]‏، فيكتور غارسيا (دراج)، مانويل روداس، جيفرسون سيبيدا، Dorian Monterroso  [لغات أخرى]‏.

## وفيات

### فبراير
- 1 فبراير – أوسكار أومبرتو ميخيا فيكتوريس (مواليد 1930) سياسي غواتيمالي.[1]